# ESC Clermont Business School
Die ESC Clermont Business School (französisch: École supérieure de commerce de Clermont) wurde 1919 in Clermont-Ferrand gegründet und ist eine private, staatlich anerkannte wissenschaftliche Wirtschaftshochschule, die als Grande École eine selektive Studienplatzvergabe hat. Die Hochschule führt transnationale Bachelor-, Master-, Promotions- und MBA-Programme sowie Seminare zur Weiterbildung von Managern durch.
Der Studiengang „Master in Management“ wurde 2019 von der Financial Times weltweit auf Platz 99 eingestuft. Die ESC Clermont ist weltweit akkreditiert durch AACSB, EPAS und AMBA.